# Paranortonia flavotestacea
Paranortonia flavotestacea är en stekelart som beskrevs av Giordani Soika. Paranortonia flavotestacea ingår i släktet Paranortonia och familjen Eumenidae. Inga underarter finns listade i Catalogue of Life.